# Trifurcula squamatella
Trifurcula squamatella là một loài bướm đêm thuộc họ Nepticulidae. Nó được miêu tả bởi Stainton năm 1849. Nó được tìm thấy ở hầu hết châu Âu.
Sải cánh dài 7.8-9.8 mm đối với con đực và 8.4–10 mm đối với con cái.
The larvae probably mine the bark of Broom.